# Winsford (Somerset)
Pour les articles homonymes, voir Winsford.
Winsford est un village du Somerset en Angleterre.